# Robot Overlords
 Robot Overlords (originariamente intitolato Our Robot Overlords) è un film indipendente di fantascienza del 2014, interpretato da Callan McAuliffe, Ben Kingsley e Gillian Anderson. Il film è diretto da Jon Wright e prodotto da Piers Tempest. Il budget stimato è di 21 milioni di dollari statunitensi.

## Trama
Non molto tempo dopo l'invasione e l'occupazione della Terra da parte di una mazza di potenti robot che desideravano la conoscenza e l'ingegnosità umana, gli umani sono confinati nelle loro case. Uscire senza permesso significherebbe rischiare la vita. Controllati da degli impianti elettronici impiantati nel collo, le sentinelle robot sono in grado di tracciare il movimento degli umani per controllarli. Se una persona tenta soltanto di uscire di casa, viene avvertita dalle sentinelle robot di tornare a casa. Se non rientra in casa entro dieci secondi, le persone vengono uccise.
All'inizio del film, un adolescente di nome Sean Flynn, sta cercando suo padre, scomparso non molto tempo dopo l'invasione dei robot, inviando manifesti persi disegnati a mano nascosti in palline da tennis e frutta. Più tardi, Nathan, un amico di Sean, tenta di riparare la sua PlayStation, quando Connor, un ragazzino, colpisce accidentalmente Nathan, mentre una ragazza di nome Alexandra guarda. Il gruppo scopre che l'impianto di Nathan si è spento dopo che aveva preso la scossa elettrica, quindi anche gli altri fanno lo stesso, cosicché possano uscire senza essere rintracciati dai robot sentinella. Il gruppo entra in un museo locale prima che Sean suggerisca di andare a cercare suo padre, Danny, così si dirigono ascuola dove sono conservati i file di tutte le persone. Scoprono che Danny è ancora vivo, dopo essere stato trasferito in un hotel, ma vengono catturati e portati in una stanza con uno scanner cerebrale dopo che i loro impianti si erano riattivati. Qui, Robin Smythe chiede loro come hanno spento gli impianti. Quando si rifiutano di rispondere, lo zio di Sean viene preso e gli sostituiscono l'impianto con uno nero, prima di essere sottoposto a una scansione profonda, un processo doloroso che ricerca attraverso tutte le facoltà mentali di una persona prima di renderle incapaci di mangiare, causandone la morte pochi giorni. Quando i ragazzi continuano a rifiutarsi di rispondere, anche a Sean viene sostituito l'impianto con quello nero, prima di essere sottoposto a una scansione profonda. In tutto ciò, Sean insulta Smythe, Smythe accidentalmente interrompe la scansione profonda, permettendo a Sean di scappare vivo dallo scanner. Pochi secondi dopo, Connor, che era stato lasciato fuori, irrompe con un lanciarazzi di fortuna e libera gli altri ragazzi. Il gruppo si nasconde dietro una pista da bowling, dove spengono di nuovo gli impianti prima di correre in hotel. Quando passa un grosso robot, i quattro ragazzi si nascondono vicino a una porta, dove Sean riesce inavvertitamente a controllare il robot.
I ragazzi incontrano quindi Monique, una donna che vuole sapere come hanno fatto a spegnere gli impianti. In cambio, i ragazzi incontrano Morse Code Martin, a cui è stato rimosso l'impianto da un orologiaio, e dice anche ai ragazzi di andare a Stonehenge. Tuttavia, un annuncio rivela che la madre di Sean, Kate, è stata fatta prigioniera nel quartier generale della zona, un castello. Con l'aiuto di Monique, i ragazzi arrivano con successo al castello. Tuttavia, vengono catturati da un grande robot. Sean scopre quindi di poter controllare i robot a causa del suo impianto nero, dopo aver scoperto che il grande robot risponde ai suoi movimenti.
Nel frattempo, Smythe sta parlando con Kate di come lui e lei possano vivere insieme prima che si attivi una sveglia. Smythe parte per andare a vedere cosa è successo. Pochi istanti dopo, una giovane guardia viene ingannata a dare le chiavi della porta di Kate. Nel frattempo, fuori, Sean sembra essere stato catturato dal grande robot, con Smythe che lo rimprovera. Sean quindi gira la grande arma del robot su Smythe e sulla sua squadra, costringendoli a lasciare cadere le loro armi, che vengono raccolte dagli altri bambini. Kate si precipita improvvisamente su un cavallo, facendo seguire Smythe e la sua squadra. Questo apre la linea di fuoco per due clanker, robot insettoidi con un'arma montata in alto, che distruggono il grande robot, costringendo Sean a nascondersi dietro di esso. Uno dei clankers quindi salta giù e si prepara a sparare contro Sean, prima che Sean prenda il controllo del robot e lo usi per distruggere l'altro, prima di comandare il clanker per disattivarlo. I bambini quindi rintracciano Kate, prima di dirigersi verso Stonehenge, decifrando un messaggio scritto con i graffiti per trovare la posizione di un campo umano, una vecchia miniera di stagno. Nel frattempo, Smythe viene raccontato dal Mediatore 452, un personaggio ricorrente nel film, che sta arrivando un gran numero di scanner profondi e che Smythe sarà il primo ad essere scansionato se Sean non viene catturato al momento del loro arrivo. Sean e i suoi amici vengono visti arrivare al campo umano, dove Sean si riunisce con suo padre. Nel piccolo gruppo vengono rimossi gli impianti.
Il giorno successivo, i robot scendono nella comunità in cerca di Sean, che si scopre essere scomparso. Sean viene visto mentre si reinstalla il suo impianto nero, prima di controllare mentalmente una nave robot che sperona e distrugge il cubo, la nave madre del robot locale, fermando l'invasione. Riesce per poco a fuggire dall'impatto. Si interfaccia con un Mediatore danneggiato, un robot in forma umana, e invia mentalmente i comandi per porre fine all'invasione della Terra, distruggendo i robot e le loro navicelle. Il film termina con esultanza mentre la popolazione locale celebra in città. Nella scena conclusiva, Sean guarda le stelle.

## Produzione
Le riprese del film sono iniziate in Galles, nell'Isola di Man e nell'Irlanda del Nord, con delle riprese aggiuntive per includere il Carrickfergus Castle. La musica per i titoli di coda del film è stata fornita da Matan Zohar.

## Distribuzione
Il film è stato rilasciato il 27 marzo 2015 nel Regno Unito e ha incassato solo 4 147£ in 30 siti nel suo debutto nel fine settimana. Il film è stato distribuito negli Stati Uniti il 3 luglio 2015. Den of Geek si riferì al film come ad una "seducente storia di invasione familiare". Il produttore cinematografico televisivo Tony Wood ha descritto Robot Overlords come "un grande marchio di fantascienza britannico nella tradizione di classici come Quatermass e Doctor Who, ricco di effetti speciali e di emozioni ribelli". Empire ha osservato che "a differenza dei suoi cattivi titolari, è elegante e non funziona mai male". The Guardian ha paragonato il film ad un altro noto franchise di fantascienza britannico, dicendo che "è come se fosse un episodio leggermente più negativo di Doctor Who". The Telegraph lo ha marchiato per antonomasia britannico, con i suoi numerosi personaggi "coraggiosi", ma trovò la trama sottile e i robot sembrano goffi e rimanda ai film di fantascienza precedenti: come gli episodi in cui compare Rusty in Dr Who con le invasioni di Dalek nelle cave del Bedfordshire.

### Home media
Robot Overlords è stato rilasciato a livello internazionale su DVD e Blu-ray nell'agosto 2015.

## Accoglienza
Sul sito aggregatore di recensioni Rotten Tomatoes, il film ha ricevuto un indice di gradimento del 61% sulla base di 18 recensioni, con una valutazione media di 5,697/10. Su Metacritic, il film ha un punteggio medio ponderato di 47 su 100 basato su 7 critici, indicando "recensioni contrastanti o medie".

## Romanzo
Victor Gollancz Ltd ha acquisito i diritti per pubblicare un romanzo basato sul film. Il libro, scritto dallo sceneggiatore e co-creatore del film Mark Stay, includeva scene extra e materiale bonus non incluso nel film. È stato pubblicato nel Regno Unito il 12 febbraio 2015 e una versione audiolibro è letta da Rupert Degas.

## Videogioco
Iglu Media ha creato un gioco chiamato Robot Warlords basato su Robot Overlords. Un gioco di azione e strategia, Robot Warlords include elementi del film, come dei filmati. Disponibile sia per iOS che per Android, i giocatori devono fuggire dagli invasori robot, schivare attacchi e vari ostacoli.

## Serie televisiva
La società di produzione londinese Buccaneer Media ha firmato un accordo per creare una serie televisiva che sarà ambientata in un "universo parallelo" al film. "Questa serie amplierà davvero la trama dell'occupazione dei robot e puntiamo a fare una serie esplosiva di cui il Regno Unito sarà molto orgoglioso", ha dichiarato il produttore del film Piers Tempest, la cui società Tempo Productions ha in programma di co-produrre la serie con Buccaneer.